# Carlo Frati
Carlo Frati (Bologna, 22 febbraio 1863 – Bologna, 28 febbraio 1930) è stato un bibliotecario italiano.

## Biografia
Frati proveniva da una famiglia di bibliotecari. Il padre, Luigi era il direttore della Biblioteca comunale dell'Archiginnasio di Bologna.
Carlo studiò a Bologna seguendo i corsi di Giosuè Carducci e si laureò nel 1886 con il lavoro Saggio di ricerche e studi sulla mitologia bestiaria mistica e sul "Physiologus" nelle letterature europee del medioevo. Andò a Firenze per continuare gli studi, e non scelse l'insegnamento, ma la carriera di bibliotecario.
Questo lo portò nei seguenti luoghi: Biblioteca comunale dell'Archiginnasio di Bologna (1887), Biblioteca Casanatense a Roma (1889), Biblioteca Estense a Modena (1891), Biblioteca universitaria di Bologna (1896), Biblioteca nazionale di Torino (1904), Biblioteca San Giacomo a Napoli (1905), Biblioteca Marciana a Venezia (1905), Biblioteca Palatina a Parma (1915) e infine di nuovo alla Biblioteca Universitaria di Bologna (1918). Diresse questa Biblioteca dal 1920 alla morte.
Frati è prima di tutto conosciuto per il suo Lessico bio-bibliografico di bibliotecari e bibliofili italiani (pubblicato postumo nel 1933).

## Opere
- (con Ludovico Frati) Indice delle carte di Pietro Bilancioni. Contributo alla bibliografia delle rime volgari de' primi tre secoli, Bologna 1889–1893
- Bibliografia Malpighiana, Milano 1897, Londra 1963
- Saggio di un catalogo dei codici Estensi, Parigi 1898
- Francesco Carta, Carlo Cipolla e Carlo Frati (a cura di), Atlante paleografico artistico compilato sui manoscritti esposti in Torino alla mostra d'arte sacra nel M DCCC XCVIII e pubblicato dalla R. Deputazione di storia patria delle antiche provincie e della Lombardia, in Monumenta palaeographica sacra, Torino, Fratelli Bocca, M.DCCC.XCIX. URL consultato il 3 febbraio 2021. Ospitato su Internet Archive.
- (con Gaetano De Sanctis e Carlo Cipolla (1854–1916)) Inventario dei Codici superstiti greci e latini antichi della Biblioteca Nazionale di Torino, in: Rivista di filologia e d'istruzione classica 32, 1904, S. 385–588
- (con Arnaldo Segarizzi [1872–1924]) Catalogo dei codici Marciani italiani, Modena 1909/11
- I codici danteschi della biblioteca universitaria di Bologna,1923
- Dizionario bio-bibliografico dei bibliotecari e bibliofili italiani dal sec. XIV al XIX, a cura di Albano Sorbelli, Firenze, 1933, 2000, 2003, Mansfield Centre, CT, 2004 (postumo)